# Brat Leon
Brat Leon (ur. w XII w. w Asyżu, zm. ok. 1270 w Porcjunkuli) – włoski franciszkanin, jeden z towarzyszy i spowiednik Franciszka z Asyżu.

## Życiorys
Urodził się pod koniec XII wieku, najprawdopodobniej w Asyżu. Twierdzenia, że pochodził z Viterbo należy odrzucić. Wstąpił do wspólnoty pokutników Franciszka, około 1215 roku, kiedy to działali oni na podstawie ustnego zatwierdzenia przez Innocentego III. Ponieważ był wyświęconym księdzem został spowiednikiem Biedaczyny. Od około 1220 roku do śmierci Franciszka, Leon był jego stałym towarzyszem. Pomagał mu pracować nad regułą zakonną, która została zatwierdzona w 1223 roku przez Honoriusza III. Przebywając na górze La Verna, Leon był świadkiem, kiedy Franciszek otrzymał stygmaty, a także otrzymał od Biedaczyny tekst modlitwy Uwielbienie Boga Najwyższego.
Po śmierci założyciela zakonu, Leon popadł w konflikt z generałem Eliaszem Bonbaronem, którego oskarżał o zdradę ideałów ubóstwa. Z tego powodu został wydalony z Asyżu i osiadł w pustelni. W 1244 roku Krescencjusz z Jesi poprosił go o innych braci o napisanie wspomnień o św. Franciszku. Wraz z braćmi: Rufinem i Aniołem napisał list z Greccio, który potem został dołączony do Relacji trzech towarzyszy (czasem bracia są uważani za autorów Relacji). W 1253 roku był przy śmierci Klary z Asyżu. Zmarł około 1270 roku w Porcjunkuli i został pochowany w Bazylice Świętego Franciszka.
W martyrologium franciszkańskim jest wspomniany jako błogosławiony, lecz nigdy nie został formalnie beatyfikowany.